# Placolobium ellipticum
Placolobium ellipticum är en ärtväxtart som beskrevs av N.D.Khoi och Gennady Pavlovich Yakovlev. Placolobium ellipticum ingår i släktet Placolobium och familjen ärtväxter. Inga underarter finns listade i Catalogue of Life.